# Francisco Galán (exguerrillero)
Gerardo Antonio Bermúdez Sánchez, más conocido por su alias 'Francisco Galán' (Bolívar, 1948), es un exguerrillero colombiano del Ejército de Liberación Nacional (ELN). También conocido como Mario Pieschacón Negrini.
Fue miembro del Comando Central del ELN (COCE), estado mayor de esa organización. Ha sido designado como gestor o promotor de paz para los diálogos entre varios gobiernos colombianos y el ELN.

## Biografía
Nacido en Risaralda en 1941, fue seminarista y estudió algunos semestres de Filología y Letras, a los 20 años se une al ELN. En 1973 comenzó a dirigir el frente Ricardo Lara Parada, en Santander, llegando a ser el cuarto al mando de esa organización.
Participó en los diálogos de paz de Tlaxcala y Caracas entre el gobierno colombiano y la Coordinadora Guerrillera Simón Bolívar, en 1991.
Fue detenido en Bucaramanga en 1992, condenado a 27 años de prisión, estuvo preso en la Cárcel La Modelo de Bogotá, y en la Cárcel de Itagüí (Antioquia). Para 2001 la Corte Suprema de Justicia ratificó su condena de 29 años, por rebelión, terrorismo y secuestro. Fue dejado en libertad para colaborar como Gestor de Paz para los diálogos con el ELN junto a Carlos Arturo Velandia Jagua alias 'Felipe Torres', durante el gobierno de Álvaro Uribe, y durante el gobierno de Juan Manuel Santos. En 2007 abandonó su militancia con el ELN.
Recapturado en febrero de 2020 en Medellín, por el secuestro masivo del Kilómetro 18 de la vía Cali - Buenaventura de 60 personas por ELN, realizado el 17 de septiembre de 2000. En marzo de 2020 fue dejado en libertad nuevamente, encargado como promotor de paz para los acercamientos del gobierno de Iván Duque con el ELN. Sin embargo el ELN desconoce según un comunicado a Galán y a alias 'Felipe Torres' como gestores de paz.